# نبردناو کلاس کانوپوس
نبردناو کلاس کانوپوس (به انگلیسی: Canopus-class battleship) یک کلاس از کشتی است که طول آن ۴۳۰ فوت (۱۳۰ متر) می‌باشد.